# هاينس شتاين
هاينس شتاين (بالألمانية: Hannes Stein)‏ هو كاتب وصحفي ألماني، ولد في 15 فبراير 1965 في ميونخ في ألمانيا.

## وصلات خارجية
- الموقع الرسمي